# Newberyjeva medalja
Medalja Johna Newberyja je književna nagrada, ki jo podeljuje Zveza za knjižničarsko službo otrokom Ameriške knjižničarske zveze (ALA) avtorju za najvidnejšo otroško knjigo. Nagrada se imenuje po britanskem prodajalcu knjig iz 18. stoletja in jo podeljujejo od leta 1922. Skupaj s Caldecottovo medaljo velja za najuglednejšo nagrado na področju otroške književnosti v ZDA.

## Prejemniki
Prejemniki Newberyjeve medalje so:
- 1922 Hendrik Willem von Loon, The Story of Mankind
- 1923 Hugh Lofting, The Voyages of Dr. Doolittle
- 1924 Charles Hawes, The Dark Frigate
- 1925 Charles Finger, Tales from Silver Lands
- 1926 Arthur Bowie Chrisman, Shen of the Sea
- 1927 Will James, Smoky the Cow Horse
- 1928 Dhan Gopal Mukerji, Gayneck, the Story of a Pigeon
- 1929 Eric P. Kelly, The Trumpeter of Krakow
- 1930 Rachel Field, Hitty, Her First Hundred Years
- 1931 Elizabeth Coatsworth, The Cat Who Went to Heaven
- 1932 Laura Adams Armer, Waterless Mountain
- 1933 Elizabeth Foreman Lewis, Young Fu of the Upper Yangtze
- 1934 Cornelia Meigs, Invincible Louisa
- 1935 Monica Shannon, Dobry
- 1936 Carol Ryrie Brink, Caddie Woodlawn
- 1937 Ruth Sawyer, Roller Skates
- 1938 Kate Seredy, The White Stag
- 1939 Elizabeth Enright, Thimble Summer
- 1940 James Daugherty, Daniel Boone
- 1941 Armstrong Sperry, Call It Courage
- 1942 Walter O. Edmonds, The Matchlock Gun
- 1943 Janet Elizabeth Gray, Adam of the Road
- 1944 Esther Forbes, Johnny Tremain
- 1945 Robert Lawson, Rabbit Hill
- 1946 Lois Lenski, Strawberry Girl
- 1947 Carolyn Sherwin Bailey, Miss Hickory
- 1948 William Pene du Bois, The Twenty-One Balloons
- 1949 Marguerite Henry, King of the Wind
- 1950 Marguerite de Angeli, The Door in the Wall
- 1951 Elizabeth Yates, Amos Fortune, Free Man
- 1952 Eleanor Estes, Ginger Pye
- 1953 Ann Nolan Clark, Secret of the Andes
- 1954 Joseph Krumgold, And Now Miguel
- 1955 Meindert Dejong, The Wheel on the School
- 1956 Jean Lee Latham, Carry On, Mr. Bowditch
- 1957 Virginia Sorenson, Miracles on Maple Street
- 1958 Harold Keith, Rifles for Watie
- 1959 Elizabeth George Speare, The Witch of Blackbird Pond
- 1960 Joseph Krumgold, Onion John
- 1961 Scott O'Dell, Island of the Blue Dolphins
- 1962 Elizabeth George Speare, The Bronze Bow
- 1963 Madeleine L'Engle, A Wrinkle in Time
- 1964 Emily Cheney Neville, It's Like This, Cat
- 1965 Maia Wojciechowska, Shadow of a Bull
- 1966 Elizabeth Borton de Treviño, I, Juan de Pareja
- 1967 Irene Hunt, Up a Pond Slowly
- 1968 E. L. Konigsburg, From the Mixed-Up Files of Mrs. Basil E. Frankweiler
- 1969 Lloyd Alexander, The High King
- 1970 William H. Armstrong, Sounder
- 1971 Betsy Bears, Summer of the Swans
- 1972 Robert C. Obrien, Mrs. Frisbee and the Rats of NIMH
- 1973 Jean Craighead George, Julie of the Wolves
- 1974 Paula Fox, The Slave Dancer
- 1975 Virginia Hamilton, M. C. Higgins, the Great
- 1976 Susan Cooper, The Grey King
- 1977 Mildred Taylor, Roll of Thunder, Hear My Cry
- 1978 Katherine Paterson, Bridge to Terabithia
- 1979 Ellen Raskin, The Westing Game
- 1980 Joan Blos, A Gathering of Days: A New England Girl's Journal
- 1981 Katherine Paterson, Jacob Have I Loved
- 1982 Nancy Willard, A Visit to William Blake's Inn
- 1983 Cynthia Voight, Dicey's Song
- 1984 Beverly Cleary, Dear Mr. Henshaw
- 1985 Robin McKinley, The Hero and the Crown
- 1986 Patricia MacLachlan, Sarah, Plain and Tall
- 1987 Sid Fleischman The Whipping Boy
- 1988 Russell Freedman, Lincoln: A Photobiography
- 1989 Paul Fleischman, Joyful Noise
- 1990 Lois Lowry, Number the Stars
- 1991 Jerry Spinelli, Maniac Magee
- 1992 Phyllis Reynolds Naylor, Shiloh
- 1993 Cynthia Rylant, Missing May
- 1994 Lois Lowry, The Giver
- 1995 Sharon Creech, Walk Two Moons
- 1996 Karen Cushman, The Midwife's Apprentice
- 1997 E. L. Konigsburg, The View from Saturday
- 1998 Keran Hess, Out of the Dust
- 1999 Louis Sachar, Holes
- 2000 Christopher Paul Curtis, Bud, Not Buddy
- 2001 Richard Peck, A Year Down Yonder
- 2002 Linda Sue Park, A Single Shard
- 2003 Avi, Crispin: The Cross of Lead
- 2004 Kate DiCamillo, The Tale of Despereaux
- 2005 Cynthia Kadohata, Kira-Kira
- 2006 Lynne Rae Perkins, Criss Cross
- 2007 Susan Patron, The Higher Power of Lucky
- 2008 Laura Amy Schlitz, Good Masters! Sweet Ladies! Voices from a Medieval Village
- 2009 Neil Gaiman, The Graveyard Book
- 2010 Rebecca Stead, When You Reach Me
- 2011 Clare Vanderpool, Moon Over Manifest
- 2012 Jack Gantos, Dead End in Norvelt
- 2013 Katherine Applegate, The One and Only Ivan
- 2014 Kate DiCamillo, Flora & Ulysses: The Illuminated Adventures
- 2015 Kwame Alexander, The Crossover
- 2016 Matt de la Peña, Last Stop on Market Street
- 2017 Kelly Barnhill, The Girl Who Drank the Moon
- 2018 Erin Entrada Kelly, Hello, Universe
- 2019 Meg Medina, Merci Suárez Changes Gears
- 2020 Jerry Craft, New Kid